# The Feynman Lectures on Physics
The Feynman Lectures on Physics este un text universitar de fizică, bazat pe prelegerile ținute de Richard Feynman pentru studenții la studii universitare de licență (undergraduates) de la California Institute of Technology (Caltech) în anii 1961-1963. Coautorii textului sunt Feynman, Robert B. Leighton⁠(en)[traduceți] și Matthew Sands⁠(en)[traduceți].  The Feynman Lectures on Physics ar putea fi cea mai populară carte de fizică scrisă vreodată: au fost vândute peste 1,5 milioane de exemplare în limba engleză și probabil alte milioane în edițiile în limbi străine. O recenzie publicată în 2013 în revista Nature o descrie ca fiind caracterizată prin „simplitate, frumusețe, unitate ... prezentate cu entuziasm și perspicacitate”.
Cele trei volume au fost publicate în limba română în anii 1969-1970 sub titlul Fizica modernă.

## Descriere
Lucrarea constă din trei volume. Volumul întâi se concentrează pe mecanică, radiație și căldură, inclusiv efecte relativiste. Volumul al doilea prezintă electromagnetismul și structura materiei. Al treilea volum prezintă mecanica cuantică, într-o tratare originală (de exemplu, face apel la experimentul celor două fante pentru a demonstra trăsăturile esențiale ale mecanicii cuantice). Cartea include capitole privitoare la relația dintre matematică și fizică și la relația dintre fizică și alte științe.